# 511. pehotni polk (Wehrmacht)
Za druge 511. polke glejte 511. polk.
511. pehotni polk (izvirno nemško Infanterie-Regiment 511) je bil eden izmed pehotnih polkov v sestavi redne nemške kopenske vojske med drugo svetovno vojno.

## Zgodovina
Polk je bil ustanovljen 12. februarja 1940 kot polk 8. vala pri Frankfurtu na Odri iz delov 68. in 178. pehotnega polka; polk je bil dodeljen 293. pehotni diviziji. 
19. oktobra 1940 je bil III. bataljon izvzet iz sestave in dodeljen 680. pehotnemu polku; bataljon je bil nadomeščen.
15. oktobra 1942 je bil polk preimenovan v 511. grenadirski polk.